# 점추이
점추이(영어: vertex-transitive)란 다각형, 다면체나 4차원 다포체 따위의 다포체에서 모든 꼭짓점이 합동인 것이다. 단순히 모서리 길이와 각도 뿐 아니라 점에 접하지 않은 다른 변의 배열까지 같아야한다.
점추이 다면체의 쌍대는 면추이이며, 점추이 다면체의 예로 정다면체, 준정다면체, 반정다면체가 있다.